# Albrecht Brandi
Pour les articles homonymes, voir Brandi.
Albrecht « Cherry » Brandi, né le 20 juin 1914 et mort le 6 janvier 1966 est un militaire allemand, commandant d'Unterseeboot pendant la Seconde Guerre mondiale.
Avec Wolfgang Lüth, il est le seul militaire de la Kriegsmarine à avoir reçu la croix de chevalier de la croix de fer avec feuilles de chêne, glaives et brillants, plus haute distinction militaire allemande de la Seconde Guerre mondiale.

## Palmarès
- 8 navires coulés pour un total de 25 879 tonneaux
- 1 navire de guerre auxiliaire coulé pour un total de 810 tonneaux
- 3 navires de guerre coulés pour un total de 5 000 tonnes

| Date              | U-boat | Nom du navire               | Nationalité     | Tonnage | État  |
| ----------------- | ------ | --------------------------- | --------------- | ------- | ----- |
| 7 septembre 1942  | U-617  | Tor II                      | Iles Féroé      | 292     | coulé |
| 23 septembre 1942 | U-617  | Athelsultan                 | Grande-Bretagne | 8 882   | coulé |
| 23 septembre 1942 | U-617  | Tennessee                   | Grande-Bretagne | 2 342   | coulé |
| 24 septembre 1942 | U-617  | Roumanie                    | Belgique        | 3 563   | coulé |
| 28 décembre 1942  | U-617  | HMS St. Issey (W25)         | Grande-Bretagne | 810     | coulé |
| 15 janvier 1943   | U-617  | Annitsa                     | Grèce           | 4 324   | coulé |
| 15 janvier 1943   | U-617  | Harboe Jensen               | Norvège         | 1 862   | coulé |
| 1er février 1943  | U-617  | HMS Welshman (M84)          | Grande-Bretagne | 2 650   | coulé |
| 5 février 1943    | U-617  | Corona                      | Norvège         | 3 264   | coulé |
| 5 février 1943    | U-617  | Henrik                      | Norvège         | 1 350   | coulé |
| 6 septembre 1943  | U-617  | HMS Puckeridge (L108)       | Grande-Bretagne | 1 050   | coulé |
| 5 mai 1944        | U-967  | USS Fechteler (DE-157) (en) | États-Unis      | 1300    | coulé |

## Décorations
- Insigne de U-boat (U-Boot-Frontspange)
- Insigne de guerre U-boat (U-Boots-Kriegsabzeichen) en Or avec diamants
- Médaille de la valeur militaire italienne
- Croix de fer
  - 2e classe
  - 1re classe
- Croix de chevalier de la croix de fer avec feuilles de chêne, glaives et brillants
  - Croix de chevalier le 21 janvier 1943
  - 224e feuilles de chêne le 11 avril 1943
  - 66e épées le 9 mai 1944
  - 22e diamants le 24 novembre 1944
- Mentionné 2 fois dans le bulletin radiophonique des Armées: le Wehrmachtbericht